# Phare d'Erkna
Le phare d'Erkna (en norvégien : Erkna fyr) est un phare côtier de la commune de Giske, dans le Comté de Møre og Romsdal (Norvège). Il est géré par l'administration côtière norvégienne (en norvégien : Kystverket).
Le phare est classé patrimoine culturel par le Riksantikvaren depuis 2017.

## Histoire
Le phare se trouve sur l'île d'Erkna, au nord-ouest d'Ålesund et à l'ouest de l'êle de Vigra. Le premier phare a été établi en 1869 et il a été détruit en 1945
Le second phare a été mis en service en 1950 et automatisé en 1988.
La lentille de Fresnel d'origine est toujours en fonctionnement. Les maisons des gardiens, à proximité, sont devenus des résidences privées.
Le phare n'est en service que du 16 juillet au 21 mai. Il ne fonctionne pas pendant le reste de l'année en raison du soleil de minuit.

## Description
Le phare  est une tour carrée en béton de 10 mètres de haut, avec une galerie et lanterne, attachée à un local technique. L'édifice est peint en blanc et la lanterne est rouge. Il émet, à une hauteur focale de 49 mètres, trois éclats (blanc, rouge et vert selon différents secteurs) toutes les 10 secondes. Sa portée nominale est de 17 milles nautiques (environ 31 km) pour le feu blanc, 14 pour le feu rouge et 13 pour le feu vert. Son feu secondaire, émet, à une hauteur focale de 44 mètres.
Identifiant : ARLHS : NOR-011 ; NF-3405 - Amirauté : L0852 - NGA : 6212 .

### Lien connexe
- Liste des phares de Norvège